# ماورو كامورانيزي
ماورو جيرمان كامورانيزي سيرا (Mauro german Camoranesi serra) لاعب كرة قدم من مواليد بيونس آيرس الأرجنتينية 4 أكتوبر 1976)، ويلعب مع المنتخب الإيطالي لكرة القدم.
لاعب نادي شتوتغارت ومنتخب إيطاليا (ولد في 24 أكتوبر 1976 في تاندل، بوينس آيرس، الأرجنتين فاز مع منتخب إيطاليا بكأس العالم 2006
بدأ باللعب مع منتخب إيطاليا لكرة القدم في سنة 2003. مثل المنتخب الإيطالي في كأس العالم 2006 ويعتبر عنصر الخبرة في صفوف المنتخب الإيطالي.

## روابط خارجية
- ماورو كامورانيزي على موقع الاتحاد الدولي (مؤرشف)  (الإنجليزية)
- ماورو كامورانيزي على موقع الاتحاد الأوربي (الإنجليزية)
- ماورو كامورانيزي على موقع إي إس بي إن إف سي (الإنجليزية)
- ماورو كامورانيزي على موقع قاعدة بيانات كرة القدم.إي يو (الإنجليزية)
- ماورو كامورانيزي على موقع ليكيب (الفرنسية)
- ماورو كامورانيزي على موقع ناشيونال فوتبول تيمز (الإنجليزية)
- ماورو كامورانيزي على موقع Soccerway.com (الإنجليزية)
- ماورو كامورانيزي على موقع عالم كرة القدم.نت (الإنجليزية)
- ماورو كامورانيزي على موقع كووورة

تن